# SaveMLAK

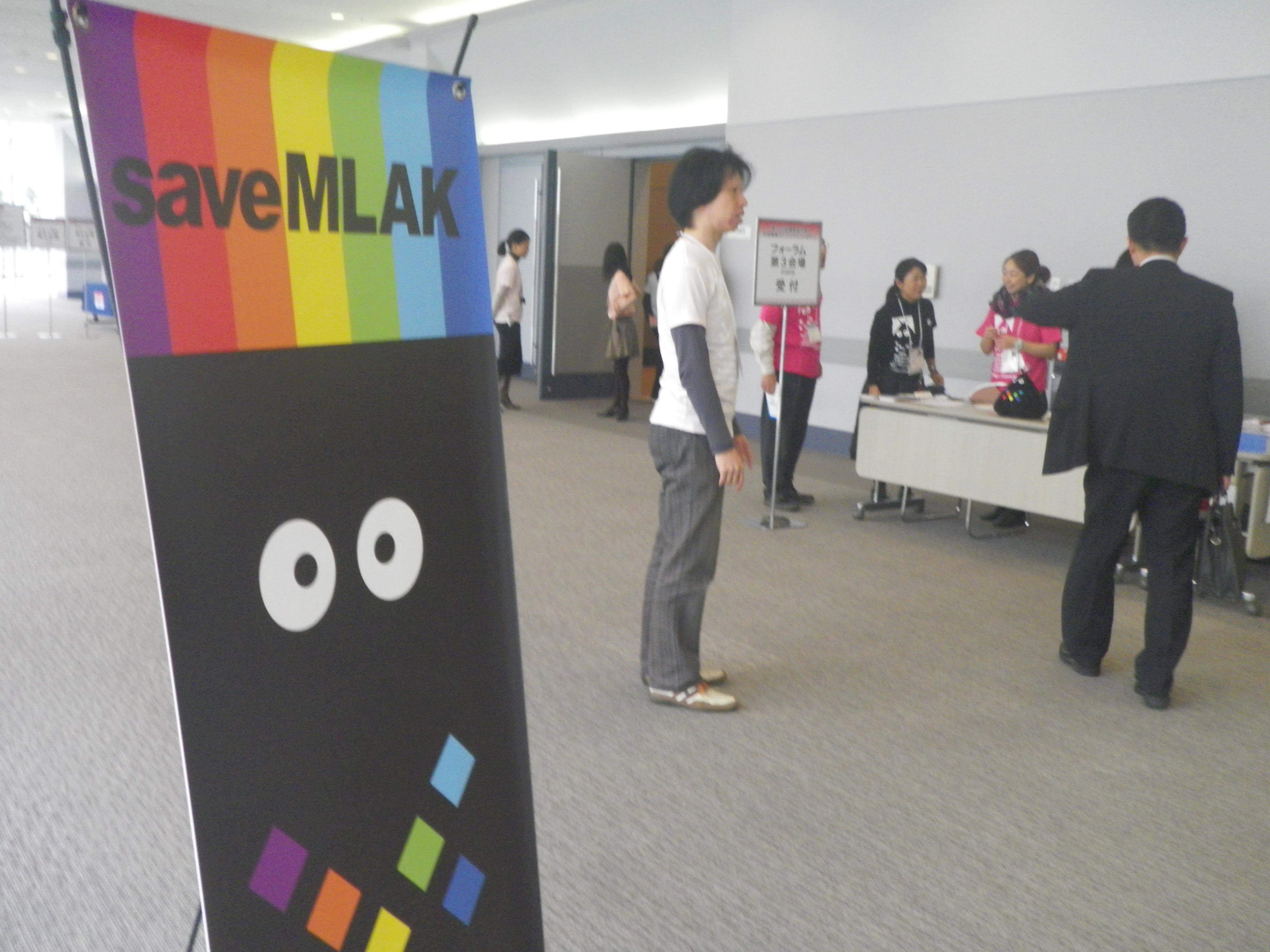
図書館総合展への出展（2011年、横浜）

saveMLAKは、東北地方太平洋沖地震で被災した博物館・図書館・文書館・公民館 (Museum, Library, Archives, Kominkan) の被災状況の共有と救援調整を、ウィキを利用して行うプロジェクトである。宮城県図書館とのコラボレーション事業は、被災地の図書館への支援例の一つであるとされる。2011年12月時点で、300人の編集者による10万1200回の編集によって、19,500施設、24,300ページを擁すに至る。元々は「saveLibrary」という名で図書館を対象としたウェブサイトであったが、震災から1ヶ月間に寄せられた情報を元に、博物館や公民館、文書館など他の社会教育施設を統合して、本形態をとった。
ウィキにはMediaWikiとその拡張機能のSemantic MediaWikiを用いており、2011年6月にはSMWにより「今月のセマンティックメディアウィキのウィキ」に選ばれ、同年Linked Open Data チャレンジ Japan 2011においてデータセット部門最優秀賞を受賞した。また2012年には情報科学技術協会が「その迅速かつ幅広い活動実績」に対して第37回情報科学技術協会賞優秀機関賞を受賞。2013年には、香港ウィキマニア開会式の基調講演として、岡本真がその軌跡と状況を講演した。
2020年、新型コロナウイルス感染症の進行に伴って、全国の公共図書館の閉館調査を継続的に行った。この活動に対して、知的資源イニシアティブ主催のLibrary of the Year 2020において『ライブラリアンシップ賞』を受賞した。